# Havernas
Havernas je francouzská obec v departementu Somme v regionu Hauts-de-France. V roce 2012 zde žilo 418 obyvatel.

## Sousední obce
Canaples, Flesselles, Halloy-lès-Pernois, Vignacourt, Wargnies

## Vývoj počtu obyvatel
Počet obyvatel